# Saliar
Saliar ou Saliaro (em grego: Σαλιαρός; romaniz.: Saliarós) foi um príncipe persa do século VII. Era filho do xá do Império Sassânida Cosroes II (r. 590–628) e sua esposa favorita Sirém e irmão de Merdasas; Maria Brosius o coloca como filho adotivo de Sirém. Saliar é tido como pai de Isdigerdes III (r. 632–651), o último xá do Império Sassânida. É citado em 628, quando estava com seu pai e parentes em Dastagerda, no Assuristão. Com a eminência dum ataque do imperador Heráclio (r. 610–641), fugiram para Ctesifonte.  Devia estar entre os seus irmãos e meio-irmãos mortos sob ordens de Siroes, que derrubou seu pai num golpe e tomou o trono.

## Etimologia
O nome de Saliar deriva possivelmente da forma persa antiga não atestada *Xšaþradāra. Foi registrado em persa novo e árabe como Šahriyār e Šehryār e Σαλιαρ(ός) em grego bizantino (Teófanes, o Confessor).